# Деман-ховла
Деман-ховла (чечен. Деман хьовла) — традиционное национальное сладкое блюдо чеченцев, также является обрядовым блюдом. В состав входят мука мелкого помола, сливочное или топлёное масло и сахар. Слово «деман» по-чеченски означает «мучное», «хьовла» — «халва».

## Описание
Для приготовления на небольшом огне в сковороде растапливают сливочное или топлёное масло, постепенно всыпая в него кукурузную и/или пшеничную муку. Когда мука прожарится и начнёт склеиваться, в сковородку добавляют сахар, размешивая, пока он не растворится. Блюдо готово, когда на его поверхности начинает выделяться масло. Готовую халву охлаждают и, порезав на кусочки, холодной подают к чаю.